# المبرك

تعديل مصدري - تعديل

المبرك إحدى حارات مدينة المخادر بمحافظة إب، بلغ تعداد سكانها 413 نسمة حسب تعداد اليمن لعام 2004.